# Odaia Bogdana
Odaia Bogdana – wieś w Rumunii, w okręgu Vaslui, w gminie Fălciu. W 2011 roku liczyła 354 mieszkańców.